# Syrrhopodon japonicus
Syrrhopodon japonicus är en bladmossart som beskrevs av Brotherus 1924. Syrrhopodon japonicus ingår i släktet Syrrhopodon och familjen Calymperaceae. Inga underarter finns listade i Catalogue of Life.